# ブラジル社会党
ブラジル社会党（ブラジルしゃかいとう、ポルトガル語: Partido Socialista Brasileiro、略称:PSB）は、ブラジルの政党。労働者党、ブラジル社会民主党などの政党の下に位置する中規模政党。

## 概要
1947年に小規模の社会主義政党が合併し設立。ブラジル社会党と名乗る社会主義者が集まってできた政党であるが、実際には労働者党と比べると親米寄りであり、市場経済を重視する新自由主義政党の傾向が強く、左派の労働者党と中道右派の社会民主党との中間に位置している。そのため、ブラジルの金融界や財界などの富裕層の支持が厚くなっている。ブラジルの国会にあたる国民会議では、下院で14議席（513名中）、上院で1議席（81名中）を有している（2023年1月現在）。

## 大統領選挙
2014年ブラジル大統領選挙には、党首のエドゥアルド・カンポスが立候補していたが、ヘリコプターの墜落事故により事故死した。代わりに、元環境相のマリナ・シルバが立候補して、有力候補となっていた。